# فورد فوكوس (الجيل الأول)
فورد فوكس (الجيل الأول) هي سيارة مدمجة تم تصنيعها من قبل شركة فورد في أوروبا من عام 1998 إلى 2004، وفي أمريكا الشمالية من 1998 إلى 2007. بدأت فورد في بيع الفوكس في أوروبا في يوليو 1998، وفي أمريكا الشمالية في 1999 للسنة الطراز 2000. استمر التصنيع في الأرجنتين حتى عام 2008، وظلت السيارة تُباع في البرازيل حتى 2009. في أوروبا وجنوب أفريقيا، حلّت الفوكس محل طرازات فورد إسكورت التي كانت تُباع في تلك الأسواق. في آسيا وأستراليا، حلت الفوكس محل فورد ليزر.

## التصميم والهندسة
تمت تسمية الجيل الأول من الفوكس بالرمز C170 أثناء تطويره. حصلت السيارة على اسمها النهائي من سيارة "غيا" التجريبية التي تم عرضها في معرض جنيف للسيارات في 1991. كانت بعض عناصر التصميم قد تم مشاهدتها حتى قبل ذلك في النماذج الأولية التي استخدمتها فورد لعرض ميزات السلامة المستقبلية، مثل الأضواء الخلفية التي تكون على مستوى العين. كان تصميم الفوكس جزءًا من فلسفة التصميم "نيو إيدج" التي بدأتها فورد في سيارات مثل فورد كا في 1996 وفورد كوغار في 1998. كان تصميم الفوكس موضع جدل واعتبره البعض مبتكرًا بينما اعتبره آخرون غير تقليدي.
تم اتخاذ قرار تسميتها "فورد فوكس" في بداية 1998. في البداية كانت فورد تخطط للاحتفاظ باسم "إسكورت" للجيل الجديد من سياراتها العائلية الصغيرة، ولكن تم مواجهة مشكلة قانونية في يوليو 1998 عندما حكمت محكمة في كولونيا، ألمانيا، لصالح ناشري مجلة "Focus" وطالبت فورد بتغيير الاسم في السوق الألماني، لأن الاسم كان محجوزًا بالفعل. رغم ذلك، تم التغلب على هذه العقبة وتم إطلاق السيارة بنفس الاسم في السوق الألماني.

## التصميم
كانت موديلات فورد فوكس قد تم تصميمها تحت إشراف ريتشارد باري-جونز، ولاحظ النقاد عند تقديم السيارة تصميمها المتطور وناقل الحركة المحسن، بالإضافة إلى هيكل جسم خفيف وصلب. كما تميزت الفوكس بنظام تعليق خلفي ممتاز وتصميم داخلي واسع مع ميزات أمان عديدة تشمل الوسائد الهوائية للسائق والركاب، والأكياس الهوائية الجانبية، وتركيب مقاعد الأطفال بنظام ISOFIX، ونظام الحزام الأمني مع مشدات مسبقة ومحددات الحمل، ومصباح توفير الطاقة لإيقاف الأضواء تلقائيًا بعد 10 دقائق.

## التصميم الخارجي
تم تسويق التصميم الخارجي للفورد فوكس باستخدام فلسفة نيو إيدج، وهو تصميم تجمع فيه فورد بين الأشكال المنحنية والأشكال الهندسية الغريبة مع الزوايا الحادة. أشار كاتب في Edmunds.com إلى أن التصميم كان يثير انقسامات بين النقاد الذين أحبوه وآخرين لم يعجبهم. وصفه شيري كوكي من MachineDesign.com بأنه تصميم "يجمع الأشكال المستديرة مع الأشكال الهندسية الغريبة ويضيف إليها الزوايا الحادة، مما يجعله يبدو وكأن كل هذه العناصر تعمل معًا". ومن جهة أخرى، قال جيمس هيل من USA Today إن التصميم كان بمثابة "اصطدام بين المنحنيات والخطوط".